# Tour de Lombardie 2020
Le Tour de Lombardie 2020 (officiellement Il Lombardia) est la 114e édition de cette course cycliste masculine sur route. Il a lieu le 15 août 2020.

## Présentation

### Équipes
| WorldTeams (19)- Deceuninck-Quick Step - Groupama-FDJ - Lotto Soudal - EF Pro Cycling - AG2R La Mondiale - Astana - Bahrain McLaren - Bora-Hansgrohe - CCC Team - Cofidis - Israel Start-Up Nation - Movistar Team - Mitchelton-Scott - NTT Pro Cycling - Ineos - Jumbo-Visma - Team Sunweb - Trek-Segafredo - UAE Team Emirates ProTeams (6)- Alpecin-Fenix - Androni Giocattoli-Sidermec - Gazprom-RusVelo - Circus-Wanty Gobert - Bardiani CSF Faizanè - Vini Zabù-KTM |
| |

## Déroulement de la course
Comme d'habitude, l'écrémage s'opère dans le mur de Sormano. Au sommet de ce col ils ne sont plus que 7 : Vincenzo Nibali, Giulio Ciccone et Bauke Mollema pour l'équipe Trek Segafredo, Jakob Fuglsang et Aleksandr Vlasov pour l'équipe Astana, George Bennett (Jumbo-Visma) et Remco Evenepoel (Deceunink-Quick-Step). Parmi les poursuivants, on retrouve un groupe composé de Diego Ulissi (UAE Team Emirates) et Rafal Majka (Bora-Hansgrohe). Plus loin encore, on retrouve Richard Carapaz (Team Ineos) accompagné de Maximilian Schachmann (Bora-Hansgrohe) et Mathieu Van Der Poel (Alpecin-Fenix). Ce dernier reviendra sur le duo devant lui à la fin de la descente. C'est justement dans cette descente qu'un fait principal de cette course va se produire. L'équipe Trek Segafredo en supériorité numérique demande à Vincenzo Nibali de faire la descente.  Remco Evenepoel, en difficulté dans ce domaine, est obligé de prendre davantage de risques pour suivre l'allure des autres. Il rate une trajectoire, percute le parapet d'un pont et bascule derrière dans le vide. Les commissaires de course rassurent en disant que le coureur belge est conscient. Au soir de la course, on apprend qu'il souffre d'une fracture du bassin ainsi que d'une contusion au poumon.
Au bas de la descente, il ne reste que deux difficultés pour le groupe de six. Dans le Civiglio, les trois coureurs de l'équipe Trek Segafredo sont rapidement distancés. Bauke Mollema et Giulio Ciccone arrivent à maintenir un écart faible jusqu'au pied de la dernière difficulté alors que Vincenzo Nibali se trouve plus loin derrière. Tout va se jouer dans l'ultime difficulté pour les trois hommes de tête. Aleksandr Vlasov qui a fait le travail pour son équipier est rapidement distancé. Il ne reste plus que Jakob Fuglsang et George Bennett à l'avant. Ce dernier attaque le premier mais se fait contrer par son compagnon d'échappée qui file vers la victoire.
Le danois Jakob Fuglsang s'impose à Come et remporte son deuxième monument après Liège-Bastogne-Liège en 2019. Il devance à l'arrivée George Bennett et son coéquipier Aleksandr Vlasov. Les coureurs de l'équipe Trek Segafredo terminent respectivement à la quatrième, cinquième et sixième place. L'allemand Maximilian Schachmann, revenu dans les dernières difficultés, termine septième après s'être fait percuter par une voiture civile qui s'était introduite sur le parcours. Diego Ulissi (UAE Team Emirates), Ben Hermans (Israel Start-Up Nation) et Mathieu Van Der Poel qui a rencontré des défaillances en fin de course, complètent le top 10.

## Classements

### Classement de la course
| \| Classement général \| Classement général \| Classement général \| Classement général \| Classement général \| \| Coureur \| Coureur \| Pays \| Équipe \| Temps \| \| ------------------ \| --------------------- \| ------------------ \| ---------------------- \| ------------------ \| \| 1er \| Jakob Fuglsang \| Danemark \| Astana \| 5 h 32 min 54 s \| \| 2e \| George Bennett \| Nouvelle-Zélande \| Jumbo-Visma \| + 31 s \| \| 3e \| Aleksandr Vlasov \| Russie \| Astana \| + 51 s \| \| 4e \| Bauke Mollema \| Pays-Bas \| Trek-Segafredo \| + 1 min 19 s \| \| 5e \| Giulio Ciccone \| Italie \| Trek-Segafredo \| + 1 min 40 s \| \| 6e \| Vincenzo Nibali \| Italie \| Trek-Segafredo \| + 3 min 31 s \| \| 7e \| Maximilian Schachmann \| Allemagne \| Bora-Hansgrohe \| + 4 min 31 s \| \| 8e \| Diego Ulissi \| Italie \| UAE Team Emirates \| + 5 min 20 s \| \| 9e \| Ben Hermans \| Belgique \| Israel Start-Up Nation \| + 6 min 00 s \| \| 10e \| Mathieu van der Poel \| Pays-Bas \| Alpecin-Fenix \| + 6 min 28 s \| \| 11e \| Alessandro De Marchi \| Italie \| CCC Team \| + 6 min 51 s \| \| 12e \| Antwan Tolhoek \| Pays-Bas \| Jumbo-Visma \| + 8 min 15 s \| \| 13e \| Richard Carapaz \| Équateur \| Team Ineos \| + 8 min 15 s \| \| 14e \| Simon Clarke \| Australie \| EF Pro Cycling \| + 10 min 05 s \| \| 15e \| Jesús Herrada \| Espagne \| Cofidis \| + 10 min 09 s \| \| 16e \| Dario Cataldo \| Italie \| Movistar Team \| + 10 min 18 s \| \| 17e \| Ruben Guerreiro \| Portugal \| EF Pro Cycling \| + 10 min 25 s \| \| 18e \| Lorenzo Rota \| Italie \| Vini Zabù-KTM \| + 10 min 25 s \| \| 19e \| Wilco Kelderman \| Pays-Bas \| Team Sunweb \| + 10 min 25 s \| \| 20e \| Simon Geschke \| Allemagne \| CCC Team \| + 10 min 25 s \| |                       |                  |                        |                 |
| |                       |                  |                        |                 |
| Source : ProCyclingStats |                       |                  |                        |                 |
| Classement général |                       |                  |                        |                 |
| Coureur | Coureur               | Pays             | Équipe                 | Temps           |
| 1er | Jakob Fuglsang        | Danemark         | Astana                 | 5 h 32 min 54 s |
| 2e | George Bennett        | Nouvelle-Zélande | Jumbo-Visma            | + 31 s          |
| 3e | Aleksandr Vlasov      | Russie           | Astana                 | + 51 s          |
| 4e | Bauke Mollema         | Pays-Bas         | Trek-Segafredo         | + 1 min 19 s    |
| 5e | Giulio Ciccone        | Italie           | Trek-Segafredo         | + 1 min 40 s    |
| 6e | Vincenzo Nibali       | Italie           | Trek-Segafredo         | + 3 min 31 s    |
| 7e | Maximilian Schachmann | Allemagne        | Bora-Hansgrohe         | + 4 min 31 s    |
| 8e | Diego Ulissi          | Italie           | UAE Team Emirates      | + 5 min 20 s    |
| 9e | Ben Hermans           | Belgique         | Israel Start-Up Nation | + 6 min 00 s    |
| 10e | Mathieu van der Poel  | Pays-Bas         | Alpecin-Fenix          | + 6 min 28 s    |
| 11e | Alessandro De Marchi  | Italie           | CCC Team               | + 6 min 51 s    |
| 12e | Antwan Tolhoek        | Pays-Bas         | Jumbo-Visma            | + 8 min 15 s    |
| 13e | Richard Carapaz       | Équateur         | Team Ineos             | + 8 min 15 s    |
| 14e | Simon Clarke          | Australie        | EF Pro Cycling         | + 10 min 05 s   |
| 15e | Jesús Herrada         | Espagne          | Cofidis                | + 10 min 09 s   |
| 16e | Dario Cataldo         | Italie           | Movistar Team          | + 10 min 18 s   |
| 17e | Ruben Guerreiro       | Portugal         | EF Pro Cycling         | + 10 min 25 s   |
| 18e | Lorenzo Rota          | Italie           | Vini Zabù-KTM          | + 10 min 25 s   |
| 19e | Wilco Kelderman       | Pays-Bas         | Team Sunweb            | + 10 min 25 s   |
| 20e | Simon Geschke         | Allemagne        | CCC Team               | + 10 min 25 s   |

## Liste des participants
- Liste de départ complète

| Légende | Légende                                                                    | Légende | Légende                                                    |
| ------- | -------------------------------------------------------------------------- | ------- | ---------------------------------------------------------- |
| Num     | Dossard de départ porté par le coureur sur ce Tour de Lombardie            | Pos     | Position à l'arrivée de la course                          |
|         | Indique un maillot de champion national ou mondial, suivi de sa spécialité | NP      | Indique un coureur qui n'a pas pris le départ de la course |
| AB      | Indique un coureur qui n'a pas terminé la course                           | HD      | Indique un coureur qui a terminé la course hors des délais |

| Trek-Segafredo TFS | Trek-Segafredo TFS       | Trek-Segafredo TFS |
| ------------------ | ------------------------ | ------------------ |
| Num                | Coureur                  | Pos                |
| 1                  | Bauke Mollema (NED)      | 4e                 |
| 2                  | Gianluca Brambilla (ITA) | 27e                |
| 3                  | Giulio Ciccone (ITA)     | 5e                 |
| 4                  | Nicola Conci (ITA)       | 37e                |
| 5                  | Koen de Kort (NED)       | AB                 |
| 6                  | Jacopo Mosca (ITA)       | 26e                |
| 7                  | Vincenzo Nibali (ITA)    | 6e                 |

| AG2R La Mondiale ALM | AG2R La Mondiale ALM      | AG2R La Mondiale ALM |
| -------------------- | ------------------------- | -------------------- |
| Num                  | Coureur                   | Pos                  |
| 11                   | Geoffrey Bouchard (FRA)   | 71e                  |
| 12                   | Clément Champoussin (FRA) | AB                   |
| 13                   | Axel Domont (FRA)         | HD                   |
| 14                   | Mathias Frank (SUI)       | 44e                  |
| 15                   | Ben Gastauer (LUX)        | AB                   |
| 16                   | Jaakko Hänninen (FIN)     | 25e                  |
| 17                   | Lawrence Warbasse (USA)   | 54e                  |

| Alpecin-Fenix AFC | Alpecin-Fenix AFC          | Alpecin-Fenix AFC |
| ----------------- | -------------------------- | ----------------- |
| Num               | Coureur                    | Pos               |
| 21                | Mathieu van der Poel (NED) | 10e               |
| 22                | Floris De Tier (BEL)       | 76e               |
| 23                | Jimmy Janssens (BEL)       | 38e               |
| 24                | Kristian Sbaragli (ITA)    | AB                |
| 25                | Petr Vakoč (CZE)           | 51e               |
| 26                | Louis Vervaeke (BEL)       | 69e               |
| 27                | Philipp Walsleben (GER)    | AB                |

| Androni Giocattoli-Sidermec ANS | Androni Giocattoli-Sidermec ANS | Androni Giocattoli-Sidermec ANS |
| ------------------------------- | ------------------------------- | ------------------------------- |
| Num                             | Coureur                         | Pos                             |
| 31                              | Nicola Bagioli (ITA)            | AB                              |
| 32                              | Alessandro Bisolti (ITA)        | AB                              |
| 33                              | Luca Chirico (ITA)              | AB                              |
| 34                              | Miguel Flórez (COL)             | 35e                             |
| 35                              | Davide Gabburo (ITA)            | 75e                             |
| 36                              | Simon Pellaud (SUI)             | AB                              |
| 37                              | Simone Ravanelli (ITA)          | HD                              |

| Astana AST | Astana AST                     | Astana AST |
| ---------- | ------------------------------ | ---------- |
| Num        | Coureur                        | Pos        |
| 41         | Jakob Fuglsang (DEN)           | 1er        |
| 42         | Alex Aranburu (ESP)            | 80e        |
| 43         | Manuele Boaro (ITA)            | AB         |
| 44         | Davide Martinelli (ITA)        | AB         |
| 45         | Ion Izagirre (ESP)             | 79e        |
| 46         | Harold Tejada (COL)            | 52e        |
| 47         | Aleksandr Vlasov (RUS) (route) | 3e         |

| Bahrain McLaren TBM | Bahrain McLaren TBM       | Bahrain McLaren TBM |
| ------------------- | ------------------------- | ------------------- |
| Num                 | Coureur                   | Pos                 |
| 51                  | Enrico Battaglin (ITA)    | 42e                 |
| 52                  | Grega Bole (SLO)          | AB                  |
| 53                  | Eros Capecchi (ITA)       | AB                  |
| 54                  | Scott Davies (GBR)        | AB                  |
| 55                  | Domen Novak (SLO)         | AB                  |
| 56                  | Mark Padun (UKR)          | AB                  |
| 57                  | Hermann Pernsteiner (AUT) | 36e                 |

| Bardiani CSF Faizanè BCF | Bardiani CSF Faizanè BCF | Bardiani CSF Faizanè BCF |
| ------------------------ | ------------------------ | ------------------------ |
| Num                      | Coureur                  | Pos                      |
| 61                       | Giovanni Carboni (ITA)   | 49e                      |
| 62                       | Luca Covili (ITA)        | 67e                      |
| 63                       | Filippo Fiorelli (ITA)   | AB                       |
| 64                       | Francesco Romano (ITA)   | AB                       |
| 65                       | Daniel Savini (ITA)      | AB                       |
| 66                       | Manuel Senni (ITA)       | HD                       |
| 67                       | Filippo Zana (ITA)       | HD                       |

| Bora-Hansgrohe BOH | Bora-Hansgrohe BOH                  | Bora-Hansgrohe BOH |
| ------------------ | ----------------------------------- | ------------------ |
| Num                | Coureur                             | Pos                |
| 71                 | Rafał Majka (POL)                   | 24e                |
| 72                 | Cesare Benedetti (ITA)              | 48e                |
| 73                 | Jempy Drucker (LUX)                 | AB                 |
| 74                 | Patrick Konrad (AUT) (route)        | 31e                |
| 75                 | Paweł Poljański (POL)               | AB                 |
| 76                 | Maximilian Schachmann (GER) (route) | 7e                 |
| 77                 | Ide Schelling (NED)                 | 86e                |

| CCC Team CCC | CCC Team CCC                | CCC Team CCC |
| ------------ | --------------------------- | ------------ |
| Num          | Coureur                     | Pos          |
| 81           | Attila Valter (HUN)         | HD           |
| 82           | Alessandro De Marchi (ITA)  | 11e          |
| 83           | Simon Geschke (GER)         | 20e          |
| 84           | Kamil Małecki (POL)         | 67e          |
| 85           | Michał Paluta (POL) (route) | HD           |
| 86           | Joey Rosskopf (USA)         | 28e          |
| 87           | Georg Zimmermann (GER)      | 56e          |

| Circus-Wanty Gobert CWG | Circus-Wanty Gobert CWG    | Circus-Wanty Gobert CWG |
| ----------------------- | -------------------------- | ----------------------- |
| Num                     | Coureur                    | Pos                     |
| 91                      | Jasper De Plus (BEL)       | AB                      |
| 92                      | Théo Delacroix (FRA)       | HD                      |
| 93                      | Tom Devriendt (BEL)        | AB                      |
| 94                      | Odd Christian Eiking (NOR) | 33e                     |
| 96                      | Andrea Pasqualon (ITA)     | HD                      |
| 97                      | Simone Petilli (ITA)       | 30e                     |

| Cofidis COF | Cofidis COF              | Cofidis COF |
| ----------- | ------------------------ | ----------- |
| Num         | Coureur                  | Pos         |
| 101         | Jesús Herrada (ESP)      | 15e         |
| 102         | Fernando Barceló (ESP)   | AB          |
| 103         | Jesper Hansen (DEN)      | 34e         |
| 104         | José Herrada (ESP)       | 73e         |
| 105         | Mathias Le Turnier (FRA) | HD          |
| 106         | Emmanuel Morin (FRA)     | AB          |
| 107         | Attilio Viviani (ITA)    | AB          |

| Deceuninck-Quick Step DQT | Deceuninck-Quick Step DQT | Deceuninck-Quick Step DQT |
| ------------------------- | ------------------------- | ------------------------- |
| Num                       | Coureur                   | Pos                       |
| 111                       | Remco Evenepoel (BEL)     | AB                        |
| 112                       | João Almeida (POR)        | AB                        |
| 113                       | Andrea Bagioli (ITA)      | AB                        |
| 114                       | Mattia Cattaneo (ITA)     | AB                        |
| 115                       | Dries Devenyns (BEL)      | AB                        |
| 116                       | Mikkel Honoré (DEN)       | 58e                       |
| 117                       | Pieter Serry (BEL)        | AB                        |

| EF Pro Cycling EF1 | EF Pro Cycling EF1        | EF Pro Cycling EF1 |
| ------------------ | ------------------------- | ------------------ |
| Num                | Coureur                   | Pos                |
| 121                | Alberto Bettiol (ITA)     | AB                 |
| 122                | Jonathan Caicedo (ECU)    | 78e                |
| 123                | Simon Clarke (AUS)        | 14e                |
| 124                | Ruben Guerreiro (POR)     | 17e                |
| 125                | Lachlan Morton (AUS)      | AB                 |
| 126                | Magnus Cort Nielsen (DEN) | HD                 |
| 127                | Michael Woods (CAN)       | 29e                |

| Gazprom-RusVelo GAZ | Gazprom-RusVelo GAZ      | Gazprom-RusVelo GAZ |
| ------------------- | ------------------------ | ------------------- |
| Num                 | Coureur                  | Pos                 |
| 131                 | Anton Kuzmin (KAZ)       | AB                  |
| 132                 | Sergey Chernetskiy (RUS) | 47e                 |
| 133                 | Denis Nekrasov (RUS)     | AB                  |
| 134                 | Artem Nych (RUS)         | 74e                 |
| 135                 | Ivan Rovny (RUS)         | 59e                 |
| 136                 | Alexey Rybalkin (RUS)    | 63e                 |
| 137                 | Simone Velasco (ITA)     | 64e                 |

| Groupama-FDJ GFC | Groupama-FDJ GFC      | Groupama-FDJ GFC |
| ---------------- | --------------------- | ---------------- |
| Num              | Coureur               | Pos              |
| 141              | Alexys Brunel (FRA)   | AB               |
| 142              | Kilian Frankiny (SUI) | HD               |
| 143              | Rudy Molard (FRA)     | 21e              |
| 144              | Anthony Roux (FRA)    | 41e              |
| 145              | Romain Seigle (FRA)   | HD               |
| 146              | Benjamin Thomas (FRA) | HD               |
| 147              | Simon Guglielmi (FRA) | 45e              |

| Israel Start-Up Nation ISN | Israel Start-Up Nation ISN | Israel Start-Up Nation ISN |
| -------------------------- | -------------------------- | -------------------------- |
| Num                        | Coureur                    | Pos                        |
| 151                        | Matteo Badilatti (SUI)     | 23e                        |
| 152                        | Guillaume Boivin (CAN)     | AB                         |
| 153                        | Alexander Cataford (CAN)   | AB                         |
| 154                        | Omer Goldstein (ISR)       | HD                         |
| 155                        | Ben Hermans (BEL)          | 9e                         |
| 156                        | Daniel Navarro (ESP)       | 22e                        |
| 157                        | James Piccoli (CAN)        | HD                         |

| Lotto-Soudal LTS | Lotto-Soudal LTS         | Lotto-Soudal LTS |
| ---------------- | ------------------------ | ---------------- |
| Num              | Coureur                  | Pos              |
| 161              | Tim Wellens (BEL)        | HD               |
| 162              | Steff Cras (BEL)         | 49e              |
| 163              | Kobe Goossens (BEL)      | 71e              |
| 164              | Adam Hansen (AUS)        | AB               |
| 165              | Nikolas Maes (BEL)       | AB               |
| 166              | Tomasz Marczyński (POL)  | AB               |
| 167              | Tosh Van der Sande (BEL) | AB               |

| Mitchelton-Scott MTS | Mitchelton-Scott MTS        | Mitchelton-Scott MTS |
| -------------------- | --------------------------- | -------------------- |
| Num                  | Coureur                     | Pos                  |
| 171                  | Mikel Nieve (ESP)           | AB                   |
| 172                  | Michael Albasini (SUI)      | AB                   |
| 173                  | Tsgabu Grmay (ETH)          | 82e                  |
| 174                  | Lucas Hamilton (AUS)        | AB                   |
| 175                  | Cameron Meyer (AUS) (route) | AB                   |
| 176                  | Callum Scotson (AUS)        | AB                   |
| 177                  | Robert Stannard (AUS)       | 54e                  |

| Movistar Team MOV | Movistar Team MOV       | Movistar Team MOV |
| ----------------- | ----------------------- | ----------------- |
| Num               | Coureur                 | Pos               |
| 181               | Dario Cataldo (ITA)     | 16e               |
| 182               | Juan Diego Alba (COL)   | 85e               |
| 183               | Héctor Carretero (ESP)  | AB                |
| 184               | Juri Hollmann (GER)     | HD                |
| 185               | Einer Rubio (COL)       | 60e               |
| 186               | Eduardo Sepúlveda (ARG) | 83e               |
| 187               | Davide Villella (ITA)   | AB                |

| NTT Pro Cycling NTT | NTT Pro Cycling NTT     | NTT Pro Cycling NTT |
| ------------------- | ----------------------- | ------------------- |
| Num                 | Coureur                 | Pos                 |
| 191                 | Stefan de Bod (RSA)     | 78e                 |
| 192                 | Benjamin Dyball (AUS)   | AB                  |
| 193                 | Enrico Gasparotto (SUI) | AB                  |
| 194                 | Benjamin King (USA)     | HD                  |
| 195                 | Gino Mäder (SUI)        | AB                  |
| 196                 | Matteo Sobrero (ITA)    | AB                  |
| 197                 | Danilo Wyss (SUI)       | AB                  |

| Team Ineos INS | Team Ineos INS           | Team Ineos INS |
| -------------- | ------------------------ | -------------- |
| Num            | Coureur                  | Pos            |
| 201            | Richard Carapaz (ECU)    | 13e            |
| 202            | Eddie Dunbar (IRL)       | 40e            |
| 203            | Tao Geoghegan Hart (GBR) | AB             |
| 204            | Gianni Moscon (ITA)      | 56e            |
| 205            | Salvatore Puccio (ITA)   | AB             |
| 206            | Iván Sosa (COL)          | AB             |
| 207            | Ben Swift (GBR) (route)  | AB             |

| Jumbo-Visma TJV | Jumbo-Visma TJV        | Jumbo-Visma TJV |
| --------------- | ---------------------- | --------------- |
| Num             | Coureur                | Pos             |
| 211             | George Bennett (NZL)   | 2e              |
| 212             | Koen Bouwman (NED)     | 68e             |
| 213             | Chris Harper (AUS)     | 72e             |
| 214             | Lennard Hofstede (NED) | AB              |
| 215             | Paul Martens (GER)     | AB              |
| 216             | Jonas Vingegaard (DEN) | AB              |
| 217             | Antwan Tolhoek (NED)   | 12e             |

| Team Sunweb SUN | Team Sunweb SUN       | Team Sunweb SUN |
| --------------- | --------------------- | --------------- |
| Num             | Coureur               | Pos             |
| 221             | Wilco Kelderman (NED) | 19e             |
| 222             | Nico Denz (GER)       | AB              |
| 223             | Chad Haga (USA)       | 32e             |
| 224             | Chris Hamilton (AUS)  | 50e             |
| 225             | Jai Hindley (AUS)     | 64e             |
| 226             | Martijn Tusveld (NED) | AB              |
| 227             | Florian Stork (GER)   | 65e             |

| UAE Team Emirates UAD | UAE Team Emirates UAD       | UAE Team Emirates UAD |
| --------------------- | --------------------------- | --------------------- |
| Num                   | Coureur                     | Pos                   |
| 231                   | Diego Ulissi (ITA)          | 8e                    |
| 232                   | Fabio Aru (ITA)             | AB                    |
| 233                   | Valerio Conti (ITA)         | AB                    |
| 234                   | Alessandro Covi (ITA)       | AB                    |
| 235                   | Brandon McNulty (USA)       | 61e                   |
| 236                   | Edward Ravasi (ITA)         | 60e                   |
| 237                   | Aleksandr Riabushenko (BLR) | AB                    |

| Vini Zabù-KTM THR | Vini Zabù-KTM THR       | Vini Zabù-KTM THR |
| ----------------- | ----------------------- | ----------------- |
| Num               | Coureur                 | Pos               |
| 241               | Giovanni Visconti (ITA) | AB                |
| 242               | Lorenzo Fortunato (ITA) | 43e               |
| 243               | Marco Frapporti (ITA)   | AB                |
| 244               | Andrea Garosio (ITA)    | 39e               |
| 245               | James Mitri (NZL)       | AB                |
| 246               | Lorenzo Rota (ITA)      | 18e               |
| 247               | Matteo Spreafico (ITA)  | 83e               |

| Trek-Segafredo TFS | Trek-Segafredo TFS       | Trek-Segafredo TFS |
| ------------------ | ------------------------ | ------------------ |
| Num                | Coureur                  | Pos                |
| 1                  | Bauke Mollema (NED)      | 4e                 |
| 2                  | Gianluca Brambilla (ITA) | 27e                |
| 3                  | Giulio Ciccone (ITA)     | 5e                 |
| 4                  | Nicola Conci (ITA)       | 37e                |
| 5                  | Koen de Kort (NED)       | AB                 |
| 6                  | Jacopo Mosca (ITA)       | 26e                |
| 7                  | Vincenzo Nibali (ITA)    | 6e                 |

| AG2R La Mondiale ALM | AG2R La Mondiale ALM      | AG2R La Mondiale ALM |
| -------------------- | ------------------------- | -------------------- |
| Num                  | Coureur                   | Pos                  |
| 11                   | Geoffrey Bouchard (FRA)   | 71e                  |
| 12                   | Clément Champoussin (FRA) | AB                   |
| 13                   | Axel Domont (FRA)         | HD                   |
| 14                   | Mathias Frank (SUI)       | 44e                  |
| 15                   | Ben Gastauer (LUX)        | AB                   |
| 16                   | Jaakko Hänninen (FIN)     | 25e                  |
| 17                   | Lawrence Warbasse (USA)   | 54e                  |

| Alpecin-Fenix AFC | Alpecin-Fenix AFC          | Alpecin-Fenix AFC |
| ----------------- | -------------------------- | ----------------- |
| Num               | Coureur                    | Pos               |
| 21                | Mathieu van der Poel (NED) | 10e               |
| 22                | Floris De Tier (BEL)       | 76e               |
| 23                | Jimmy Janssens (BEL)       | 38e               |
| 24                | Kristian Sbaragli (ITA)    | AB                |
| 25                | Petr Vakoč (CZE)           | 51e               |
| 26                | Louis Vervaeke (BEL)       | 69e               |
| 27                | Philipp Walsleben (GER)    | AB                |

| Androni Giocattoli-Sidermec ANS | Androni Giocattoli-Sidermec ANS | Androni Giocattoli-Sidermec ANS |
| ------------------------------- | ------------------------------- | ------------------------------- |
| Num                             | Coureur                         | Pos                             |
| 31                              | Nicola Bagioli (ITA)            | AB                              |
| 32                              | Alessandro Bisolti (ITA)        | AB                              |
| 33                              | Luca Chirico (ITA)              | AB                              |
| 34                              | Miguel Flórez (COL)             | 35e                             |
| 35                              | Davide Gabburo (ITA)            | 75e                             |
| 36                              | Simon Pellaud (SUI)             | AB                              |
| 37                              | Simone Ravanelli (ITA)          | HD                              |

| Astana AST | Astana AST                     | Astana AST |
| ---------- | ------------------------------ | ---------- |
| Num        | Coureur                        | Pos        |
| 41         | Jakob Fuglsang (DEN)           | 1er        |
| 42         | Alex Aranburu (ESP)            | 80e        |
| 43         | Manuele Boaro (ITA)            | AB         |
| 44         | Davide Martinelli (ITA)        | AB         |
| 45         | Ion Izagirre (ESP)             | 79e        |
| 46         | Harold Tejada (COL)            | 52e        |
| 47         | Aleksandr Vlasov (RUS) (route) | 3e         |

| Bahrain McLaren TBM | Bahrain McLaren TBM       | Bahrain McLaren TBM |
| ------------------- | ------------------------- | ------------------- |
| Num                 | Coureur                   | Pos                 |
| 51                  | Enrico Battaglin (ITA)    | 42e                 |
| 52                  | Grega Bole (SLO)          | AB                  |
| 53                  | Eros Capecchi (ITA)       | AB                  |
| 54                  | Scott Davies (GBR)        | AB                  |
| 55                  | Domen Novak (SLO)         | AB                  |
| 56                  | Mark Padun (UKR)          | AB                  |
| 57                  | Hermann Pernsteiner (AUT) | 36e                 |

| Bardiani CSF Faizanè BCF | Bardiani CSF Faizanè BCF | Bardiani CSF Faizanè BCF |
| ------------------------ | ------------------------ | ------------------------ |
| Num                      | Coureur                  | Pos                      |
| 61                       | Giovanni Carboni (ITA)   | 49e                      |
| 62                       | Luca Covili (ITA)        | 67e                      |
| 63                       | Filippo Fiorelli (ITA)   | AB                       |
| 64                       | Francesco Romano (ITA)   | AB                       |
| 65                       | Daniel Savini (ITA)      | AB                       |
| 66                       | Manuel Senni (ITA)       | HD                       |
| 67                       | Filippo Zana (ITA)       | HD                       |

| Bora-Hansgrohe BOH | Bora-Hansgrohe BOH                  | Bora-Hansgrohe BOH |
| ------------------ | ----------------------------------- | ------------------ |
| Num                | Coureur                             | Pos                |
| 71                 | Rafał Majka (POL)                   | 24e                |
| 72                 | Cesare Benedetti (ITA)              | 48e                |
| 73                 | Jempy Drucker (LUX)                 | AB                 |
| 74                 | Patrick Konrad (AUT) (route)        | 31e                |
| 75                 | Paweł Poljański (POL)               | AB                 |
| 76                 | Maximilian Schachmann (GER) (route) | 7e                 |
| 77                 | Ide Schelling (NED)                 | 86e                |

| CCC Team CCC | CCC Team CCC                | CCC Team CCC |
| ------------ | --------------------------- | ------------ |
| Num          | Coureur                     | Pos          |
| 81           | Attila Valter (HUN)         | HD           |
| 82           | Alessandro De Marchi (ITA)  | 11e          |
| 83           | Simon Geschke (GER)         | 20e          |
| 84           | Kamil Małecki (POL)         | 67e          |
| 85           | Michał Paluta (POL) (route) | HD           |
| 86           | Joey Rosskopf (USA)         | 28e          |
| 87           | Georg Zimmermann (GER)      | 56e          |

| Circus-Wanty Gobert CWG | Circus-Wanty Gobert CWG    | Circus-Wanty Gobert CWG |
| ----------------------- | -------------------------- | ----------------------- |
| Num                     | Coureur                    | Pos                     |
| 91                      | Jasper De Plus (BEL)       | AB                      |
| 92                      | Théo Delacroix (FRA)       | HD                      |
| 93                      | Tom Devriendt (BEL)        | AB                      |
| 94                      | Odd Christian Eiking (NOR) | 33e                     |
| 96                      | Andrea Pasqualon (ITA)     | HD                      |
| 97                      | Simone Petilli (ITA)       | 30e                     |

| Cofidis COF | Cofidis COF              | Cofidis COF |
| ----------- | ------------------------ | ----------- |
| Num         | Coureur                  | Pos         |
| 101         | Jesús Herrada (ESP)      | 15e         |
| 102         | Fernando Barceló (ESP)   | AB          |
| 103         | Jesper Hansen (DEN)      | 34e         |
| 104         | José Herrada (ESP)       | 73e         |
| 105         | Mathias Le Turnier (FRA) | HD          |
| 106         | Emmanuel Morin (FRA)     | AB          |
| 107         | Attilio Viviani (ITA)    | AB          |

| Deceuninck-Quick Step DQT | Deceuninck-Quick Step DQT | Deceuninck-Quick Step DQT |
| ------------------------- | ------------------------- | ------------------------- |
| Num                       | Coureur                   | Pos                       |
| 111                       | Remco Evenepoel (BEL)     | AB                        |
| 112                       | João Almeida (POR)        | AB                        |
| 113                       | Andrea Bagioli (ITA)      | AB                        |
| 114                       | Mattia Cattaneo (ITA)     | AB                        |
| 115                       | Dries Devenyns (BEL)      | AB                        |
| 116                       | Mikkel Honoré (DEN)       | 58e                       |
| 117                       | Pieter Serry (BEL)        | AB                        |

| EF Pro Cycling EF1 | EF Pro Cycling EF1        | EF Pro Cycling EF1 |
| ------------------ | ------------------------- | ------------------ |
| Num                | Coureur                   | Pos                |
| 121                | Alberto Bettiol (ITA)     | AB                 |
| 122                | Jonathan Caicedo (ECU)    | 78e                |
| 123                | Simon Clarke (AUS)        | 14e                |
| 124                | Ruben Guerreiro (POR)     | 17e                |
| 125                | Lachlan Morton (AUS)      | AB                 |
| 126                | Magnus Cort Nielsen (DEN) | HD                 |
| 127                | Michael Woods (CAN)       | 29e                |

| Gazprom-RusVelo GAZ | Gazprom-RusVelo GAZ      | Gazprom-RusVelo GAZ |
| ------------------- | ------------------------ | ------------------- |
| Num                 | Coureur                  | Pos                 |
| 131                 | Anton Kuzmin (KAZ)       | AB                  |
| 132                 | Sergey Chernetskiy (RUS) | 47e                 |
| 133                 | Denis Nekrasov (RUS)     | AB                  |
| 134                 | Artem Nych (RUS)         | 74e                 |
| 135                 | Ivan Rovny (RUS)         | 59e                 |
| 136                 | Alexey Rybalkin (RUS)    | 63e                 |
| 137                 | Simone Velasco (ITA)     | 64e                 |

| Groupama-FDJ GFC | Groupama-FDJ GFC      | Groupama-FDJ GFC |
| ---------------- | --------------------- | ---------------- |
| Num              | Coureur               | Pos              |
| 141              | Alexys Brunel (FRA)   | AB               |
| 142              | Kilian Frankiny (SUI) | HD               |
| 143              | Rudy Molard (FRA)     | 21e              |
| 144              | Anthony Roux (FRA)    | 41e              |
| 145              | Romain Seigle (FRA)   | HD               |
| 146              | Benjamin Thomas (FRA) | HD               |
| 147              | Simon Guglielmi (FRA) | 45e              |

| Israel Start-Up Nation ISN | Israel Start-Up Nation ISN | Israel Start-Up Nation ISN |
| -------------------------- | -------------------------- | -------------------------- |
| Num                        | Coureur                    | Pos                        |
| 151                        | Matteo Badilatti (SUI)     | 23e                        |
| 152                        | Guillaume Boivin (CAN)     | AB                         |
| 153                        | Alexander Cataford (CAN)   | AB                         |
| 154                        | Omer Goldstein (ISR)       | HD                         |
| 155                        | Ben Hermans (BEL)          | 9e                         |
| 156                        | Daniel Navarro (ESP)       | 22e                        |
| 157                        | James Piccoli (CAN)        | HD                         |

| Lotto-Soudal LTS | Lotto-Soudal LTS         | Lotto-Soudal LTS |
| ---------------- | ------------------------ | ---------------- |
| Num              | Coureur                  | Pos              |
| 161              | Tim Wellens (BEL)        | HD               |
| 162              | Steff Cras (BEL)         | 49e              |
| 163              | Kobe Goossens (BEL)      | 71e              |
| 164              | Adam Hansen (AUS)        | AB               |
| 165              | Nikolas Maes (BEL)       | AB               |
| 166              | Tomasz Marczyński (POL)  | AB               |
| 167              | Tosh Van der Sande (BEL) | AB               |

| Mitchelton-Scott MTS | Mitchelton-Scott MTS        | Mitchelton-Scott MTS |
| -------------------- | --------------------------- | -------------------- |
| Num                  | Coureur                     | Pos                  |
| 171                  | Mikel Nieve (ESP)           | AB                   |
| 172                  | Michael Albasini (SUI)      | AB                   |
| 173                  | Tsgabu Grmay (ETH)          | 82e                  |
| 174                  | Lucas Hamilton (AUS)        | AB                   |
| 175                  | Cameron Meyer (AUS) (route) | AB                   |
| 176                  | Callum Scotson (AUS)        | AB                   |
| 177                  | Robert Stannard (AUS)       | 54e                  |

| Movistar Team MOV | Movistar Team MOV       | Movistar Team MOV |
| ----------------- | ----------------------- | ----------------- |
| Num               | Coureur                 | Pos               |
| 181               | Dario Cataldo (ITA)     | 16e               |
| 182               | Juan Diego Alba (COL)   | 85e               |
| 183               | Héctor Carretero (ESP)  | AB                |
| 184               | Juri Hollmann (GER)     | HD                |
| 185               | Einer Rubio (COL)       | 60e               |
| 186               | Eduardo Sepúlveda (ARG) | 83e               |
| 187               | Davide Villella (ITA)   | AB                |

| NTT Pro Cycling NTT | NTT Pro Cycling NTT     | NTT Pro Cycling NTT |
| ------------------- | ----------------------- | ------------------- |
| Num                 | Coureur                 | Pos                 |
| 191                 | Stefan de Bod (RSA)     | 78e                 |
| 192                 | Benjamin Dyball (AUS)   | AB                  |
| 193                 | Enrico Gasparotto (SUI) | AB                  |
| 194                 | Benjamin King (USA)     | HD                  |
| 195                 | Gino Mäder (SUI)        | AB                  |
| 196                 | Matteo Sobrero (ITA)    | AB                  |
| 197                 | Danilo Wyss (SUI)       | AB                  |

| Team Ineos INS | Team Ineos INS           | Team Ineos INS |
| -------------- | ------------------------ | -------------- |
| Num            | Coureur                  | Pos            |
| 201            | Richard Carapaz (ECU)    | 13e            |
| 202            | Eddie Dunbar (IRL)       | 40e            |
| 203            | Tao Geoghegan Hart (GBR) | AB             |
| 204            | Gianni Moscon (ITA)      | 56e            |
| 205            | Salvatore Puccio (ITA)   | AB             |
| 206            | Iván Sosa (COL)          | AB             |
| 207            | Ben Swift (GBR) (route)  | AB             |

| Jumbo-Visma TJV | Jumbo-Visma TJV        | Jumbo-Visma TJV |
| --------------- | ---------------------- | --------------- |
| Num             | Coureur                | Pos             |
| 211             | George Bennett (NZL)   | 2e              |
| 212             | Koen Bouwman (NED)     | 68e             |
| 213             | Chris Harper (AUS)     | 72e             |
| 214             | Lennard Hofstede (NED) | AB              |
| 215             | Paul Martens (GER)     | AB              |
| 216             | Jonas Vingegaard (DEN) | AB              |
| 217             | Antwan Tolhoek (NED)   | 12e             |

| Team Sunweb SUN | Team Sunweb SUN       | Team Sunweb SUN |
| --------------- | --------------------- | --------------- |
| Num             | Coureur               | Pos             |
| 221             | Wilco Kelderman (NED) | 19e             |
| 222             | Nico Denz (GER)       | AB              |
| 223             | Chad Haga (USA)       | 32e             |
| 224             | Chris Hamilton (AUS)  | 50e             |
| 225             | Jai Hindley (AUS)     | 64e             |
| 226             | Martijn Tusveld (NED) | AB              |
| 227             | Florian Stork (GER)   | 65e             |

| UAE Team Emirates UAD | UAE Team Emirates UAD       | UAE Team Emirates UAD |
| --------------------- | --------------------------- | --------------------- |
| Num                   | Coureur                     | Pos                   |
| 231                   | Diego Ulissi (ITA)          | 8e                    |
| 232                   | Fabio Aru (ITA)             | AB                    |
| 233                   | Valerio Conti (ITA)         | AB                    |
| 234                   | Alessandro Covi (ITA)       | AB                    |
| 235                   | Brandon McNulty (USA)       | 61e                   |
| 236                   | Edward Ravasi (ITA)         | 60e                   |
| 237                   | Aleksandr Riabushenko (BLR) | AB                    |

| Vini Zabù-KTM THR | Vini Zabù-KTM THR       | Vini Zabù-KTM THR |
| ----------------- | ----------------------- | ----------------- |
| Num               | Coureur                 | Pos               |
| 241               | Giovanni Visconti (ITA) | AB                |
| 242               | Lorenzo Fortunato (ITA) | 43e               |
| 243               | Marco Frapporti (ITA)   | AB                |
| 244               | Andrea Garosio (ITA)    | 39e               |
| 245               | James Mitri (NZL)       | AB                |
| 246               | Lorenzo Rota (ITA)      | 18e               |
| 247               | Matteo Spreafico (ITA)  | 83e               |